# 751
- рік темного металевого зайця за Шістдесятирічним циклом китайського календаря.

Раннє Середньовіччя. У Східній Римській імперії продовжується правління Костянтина V. Більшу частину території Італії займає Лангобардське королівство, деякі області належать Візантії. У Франкському королівстві править король Піпін Короткий. Піренейський півострів, окрім Королівства Астурія, в руках маврів. В Англії триває період гептархії. Центр Аварського каганату лежить у Паннонії. Існують слов'янські держави: Карантанія та Перше Болгарське царство.
Аббасидський халіфат займає великі території в Азії та Північній Африці. У Китаї править династія Тан. В Індії почалося піднесення імперії Пала. В Японії продовжується період Нара. Хазарський каганат підпорядкував собі кочові народи на великій степовій території між Азовським морем та Аралом. Виник Уйгурський каганат.
На території лісостепової України в VIII столітті виділяють пеньківську й корчацьку археологічні культури. У VIII столітті продовжилося швидке розселення слов'ян. У Північному Причорномор'ї співіснують різні кочові племена, зокрема булгари, хозари, алани, авари, тюрки, кримські готи.

## Події
- Лангобардський король Айстульф завойовує Равенну: кінець екзархату Равенни і візантійському пануванню в Середній Італії.
- Піпіна ІІІ Короткого в Суассоні «всі франки» проголошують королем, а папський легат архієпископ Боніфацій помазує на правління першого франкського короля, якого офіційно признало папство.
- Араби та тюрки розбили китайські війська поблизу Самарканда. Китайці втратили Ташкент. Тарімський басейн відкритий для тюркського домінування. Поразка китайського війська спровокувала повстання інших китайських васалів.
- Держава Наньчжао здобула перемогу над китайцями в битві, де загинуло 60 тис. воїнів, і утвердила свою незалежність.
- Кидані здобули перемогу над китайським полководцем Ань Лушанєм.
- Вірменія збунтувалася проти арабів. Візантійський василевс Костянтин V здобув Феодополіс. Він і далі переселяв християнське населення у Фракію.
- Китайські бранці передали арабам методику виробництва паперу. В Самарканді відкривається перше підприємство цієї галузі в мусульманському світі.
- В Японії укладено збірку віршів «Кайфусо».